# Niphonympha argentea
Niphonympha argentea is een vlinder uit de familie van de stippelmotten (Yponomeutidae). De wetenschappelijke naam van de soort werd in 1912 gepubliceerd door Busck.